# 傅琼华
傅琼华（1963年—），江西广丰人，汉族，中华人民共和国政治人物、全国人民代表大会江西地区代表。
毕业于江西工学院水利水电工程建筑专业。担任江西省水利科学研究院副院长。2008年起担任全国人大代表。2013年，担任全国人大代表。